# マリウポリ国際空港
マリウポリ国際空港（マリウポリこくさいくうこう、ロシア語: Международный Аэропорт Мариуполь、ウクライナ語: Міжнародний аеропорт Маріуполь）は、ロシアが実効支配するドネツク人民共和国マリウポリに位置する国際空港。ウクライナ統治時代の行政区分はドネツク州であった。
2014年のドンバス戦争中の6月19日、親ロシア派武装勢力との衝突の影響により空港は閉鎖され、2022年のロシアによる特別軍事作戦では、空港施設が損傷した。。